# Ларраньяга, Хесус
Хесу́с Ларранья́га Чурру́ка (баск. Jesus Larrañaga Txurruka, 17 апреля 1901 — 21 января 1942) — баскский революционер, подпольщик-антифранкист и член руководства Коммунистической партии Испании.

## Биография
Родился 17 апреля 1901 года в Вильярреаль-де-Урречуа в Стране Басков в семье строительного подрядчика. Несколько лет учился в семинарии и был отличником, но был отчислен за несоблюдение дисциплины.
Начал работать слесарем на вагоностроительном завод в Беасайне, штат которого насчитывал 2000 человек, где присоединился к профсоюзу en:Basque Workers' Solidarity. Организовал забастовку на заводе, за что был уволен. Затем переехал в Сан-Себастьян, и в 1926 году был вынужден эмигрировать во Францию из-за своей враждебности к диктатуре Мигеля Примо де Ривера. Поселился в Буко, где познакомился с коммунистическими идеями. В 1927 году вернулся в Страну Басков, вступил в Всеобщий союз трудящихся, где стал занимать руководящие посты, и присоединился к Испанской коммунистической партии.
В 1930 году во время мятежа гарнизона города Хака был взят под стражу, и выпущен из тюрьмы в феврале 1931 года. Когда была провозглашена Вторая Испанская Республика, Ларраньяга был избран секретарём местного отделения партии, играл центральную роль в организации многочисленных забастовок, имевших место в Гипускоа.
В 1932 году на съезде партии в Севилье он был избран членом Центрального комитета, в том же году был командирован в Москву. В 1933 году основал журнал Euskadi Roja (Красная Страна Басков). В 1935 году участвовал в нелегальных конгрессах, на которых была сформирована Коммунистическая партия страны Басков (Partido Comunista de Euzkadi), был избран в её Центральный комитет и Бюро партии.

### Период Гражданской войны в Испании
После попытки переворота в июле 1936 года, Ларраньяга занял пост военного комиссара в новообразованном Совете обороны Сан-Себастьяна, мадридское правительство впоследствии назвало его комиссаром по стране Басков. Баски не доверяла Ларраньяге как коммунисту, а коммунисты относились к нему с недоверием как к представителю басков. Ларраньяга возглавлял часть армии Баскского правительства Хосе Антонио Агирре, насчитывавшую 25 000 человек, которая в начале декабря 1936 года приняла участие в южном наступлении на Вильярреаль. Армия не имела поддержки с воздуха, её полевые орудия тянули волы, но войска на начальном этапе имели высокий моральный дух.
Правительство страны Басков официально не принимало назначение Ларраньяги до мая 1937 г. В этот период у Испанской коммунистической партии были сложные отношения с баскской властью. В заседании партии 27 июля 1937 Ларраньяга подвергся буре критики со стороны правительства Страны Басков, но 4 августа 1937 года он был утверждён в качестве заместителя комиссара бригады Северной армии.
После падения Северного сектора в 1937 году Ларраньяга был эвакуирован во Францию, но вернулся в Испанию, где был арестован и осуждён своими же товарищами в Аликанте, но был оправдан и продолжил действия на арагонском фронте, где был членом Военно-политической комиссии Центрального комитета партии. После падения Республики ему удалось бежать и скрываться в Буко.

### Дальнейшие годы
На начало Второй Мировой войны, в сентябре 1939 года, Ларраньяга был в Париже, переехал в Нью-Йорк, где встретился с Рамоном Ормасабалем, лидером баскских коммунистов.
В конце сентября 1941 года он добровольцем, с группой товарищей, отплыл в Европу с практически самоубийственной миссией восстановления структуры партии в Испании.
5 октября 1941 года группа была арестована португальской полицией в Лиссабоне, и передана испанским властям. 19 января 1942 года военный трибунал под командованием полковника Феликса Гарсия Навахаса приговорил Ларраньягу и ещё троих его товарищей к смертной казни за участие в мятеже и нарушение закона «О государственной безопасности». Расстрелян утром 21 января 1942 года.